# Озёрный (Ростовская область)
Озёрный — посёлок в Морозовском районе Ростовской области.
Входит в состав Вознесенского сельского поселения.

## Население
| 2010 |
| ---- |
| 65   |

## Улицы
На хуторе имеются две улицы — Озёрная и Речная.